# Déia Freitas
Andréia Freitas, mais conhecida como Déia Freitas (Santo André, 1975), é uma podcaster, empresária e psicóloga brasileira. Seu podcast Não Inviabilize é um dos maiores do Brasil, contabilizando mais de 310 milhões de reproduções em setembro de 2024.

## PodcastNão Inviabilize
Criado e apresentado por Déia Freitas, o podcast Não Inviabilize é uma plataforma para contar histórias reais enviadas por ouvintes de todo o Brasil. Os episódios exploram experiências humanas diversas, muitas vezes emocionais, inusitadas ou controversas.
O podcast Não Inviabilize teve início em 2020, durante a pandemia de Covid-19, com Déia Freitas utilizando apenas um microfone e uma caixa de papelão como parte de sua estrutura inicial. À medida que o programa cresceu em popularidade, expandiu a equipe, inicialmente contratando dois colaboradores como Pessoa Jurídica (PJ).
Com o crescimento do podcast e o aumento das receitas publicitárias, Déia implementou contratos CLT para todos os funcionários, garantindo um salário inicial de R$ 5 mil. Com o passar do tempo, foram incluídos melhorias salariais e benefícios. Em 2024, os colaboradores recebiam R$ 10 mil, além de plano de saúde, vale-refeição, vale-transporte, e trabalho remoto com uma jornada de segunda a quinta-feira.

## Vida Pessoal
Déia Freitas nasceu em um bairro de classe média baixa em Santo André, na Grande São Paulo. Desde cedo, mostrou-se uma leitora ávida, especialmente fascinada pela coleção Vagalume, que inspirava suas aventuras imaginárias.
Aos 12 anos, Déia enfrentou uma grande perda com a morte de seu pai. Apenas quatro anos depois, aos 16, perdeu também sua mãe, com quem tinha uma relação muito próxima .
Ainda adolescente, já conciliava os estudos com o trabalho. Seu primeiro emprego foi como redatora de anúncios de classificados para um jornal. Com o tempo, passou por diversas ocupações, como vendedora de loja, catsitter, gerente de produto para grandes marcas de moda e funcionária administrativa em uma faculdade. Foi nesse último emprego que conquistou uma bolsa de estudos para cursar psicologia.

## Polêmicas
Em 2022, Déia Freitas foi alvo de debates públicos após anunciar uma vaga de assistente de roteiro voltada exclusivamente para mulheres pretas, pardas, indígenas, travestis e transgêneras. A iniciativa recebeu críticas de alguns setores e foi acompanhada por ataques virtuais, incluindo a exposição de seu endereço em plataformas online. Déia defendeu o projeto como uma forma de promover inclusão e ampliar oportunidades para grupos historicamente marginalizados.
Em 2024, sua decisão de presentear os funcionários com apartamentos também gerou questionamentos e especulações sobre a origem dos recursos financeiros. Em resposta, Déia afirmou que os recursos utilizados são provenientes de seu trabalho e destacou seu foco em continuar desenvolvendo suas atividades profissionais e metas pessoais.